# سيلفيا ماكنير
سيلفيا ماكنير (بالإنجليزية: Sylvia McNair)‏ هي مغنية وموسيقية ومغنية أوبرا أمريكية، ولدت في 23 يونيو 1956 في مانسفيلد في الولايات المتحدة.

## وصلات خارجية
- الموقع الرسمي
- سيلفيا ماكنير على موقع IMDb (الإنجليزية)
- سيلفيا ماكنير على موقع مونزينجر (الألمانية)
- سيلفيا ماكنير على موقع ميوزك برينز (الإنجليزية)
- سيلفيا ماكنير على موقع أول ميوزيك (الإنجليزية)
- سيلفيا ماكنير على موقع ديسكوغز (الإنجليزية)